# Yannick Mayr
Yannick Mayr (* 19. März 1996 in Oberndorf bei Salzburg) ist ein österreichischer American-Football-Spieler auf der Position des Wide Receivers. Der österreichische Nationalspieler steht in der Saison 2023 bei Stuttgart Surge unter Vertrag. Mayr gilt als Deep Ball Receiver.

## Werdegang

### Salzburg Ducks
Mayr begann 2010 in seiner Heimatstadt in der Jugend der Salzburg Ducks mit dem American Football. Bei den Ducks kam er als Quarterback zum Einsatz. Bei der U19-Weltmeisterschaft 2014 in Kuwait sowie bei der Junioren-Europameisterschaft 2015 in Dresden spielte er hingegen bereits als Wide Receiver und trug auf dieser Position seinen Teil zum Gewinn des Europameistertitels bei. Im Herrenteam der Ducks startete er jedoch weiterhin auf der Spielmacherposition.

### Dacia Vienna Vikings
Nach sechs Jahren bei den Ducks nahm Mayr ein Studium in Wien auf, weshalb er sich zu einem Wechsel zu den Vienna Vikings entschloss. In Wien war er als Wide Receiver vorgesehen, kam in seinen vier Saisons bei den Vikings aber auf allen Skill-Positionen in der Offensive zum Einsatz. In der AFL-Saison 2017 erreichte Mayr gemeinsam mit den Vikings den Austrian Bowl. Diesen gewannen die Vikings gegen die Raiders, womit Mayr seinen ersten Staatsmeistertitel holte. Zur Mitte der Saison 2018 verletzte sich der Starting Quarterback der Vikings Garrett Safron, sodass Mayr bei den Vikings die Rolle des Spielmachers übernahm. Damit war er zum damaligen Zeitpunkt der einzige österreichische Quarterback in der AFL. Mayr brachte 63,2 Prozent seiner Pässe für 542 Yards und drei Touchdowns bei einer Interception an. Darüber hinaus verzeichnete er fünf Rushing Touchdowns. 2019 stand er wieder vorrangig als Wide Receiver auf dem Platz und entwickelte sich dort zum Stammspieler. Mayr zeichnete sich besonders als sogenannter Deep Ball Receiver aus, verstand sich also besonders gut darin, die Passverteidiger tief im Feld zu schlagen, um lange Pässe zu fangen. Hierbei kann Mayr seine Schnelligkeit ausspielen, schließlich läuft er nach eigenen Angaben die 60 Meter in 7,3 Sekunden. Insgesamt erzielte er in der Saison sieben Receiving und drei Rushing Touchdowns.
Seit 2019 ist Mayr Mitglied der Nationalmannschaft Österreichs, für die er bereits als Wide Receiver, Quarterback und Kick Returner zum Einsatz kam. Im Oktober 2019 nahm er am NFL International Combine in Köln teil. Wenige Monate später wurde er zudem zu einem der Global Combines der Canadian Football League eingeladen. Aufgrund der Covid-19-Pandemie wurde die AFL-Saison 2020 auf eine Best-of-Serie der Vikings gegen die Graz Giants verkürzt. Mit 22,4 Yards pro Passfang und fünf Touchdowns in drei Spielen trug Mayr erheblich zum Gewinn des Staatsmeistertitels bei.

### Schwäbisch Hall Unicorns
Im Januar 2021 gaben die Schwäbisch Hall Unicorns aus der German Football League die Verpflichtung Mayrs für die GFL-Saison 2021 bekannt. „Schwäbisch Hall ist der perfekt Ort für mich, um mich als Spieler weiterzuentwickeln und den nächsten Schritt in meiner Football-Karriere zu gehen. Ich bin sehr dankbar, ein Teil einer der besten Footballorganisationen in Europa sein zu dürfen“, so Mayr. Bei den Unicorns war er Stammspieler auf den Positionen des Wide Receivers, Kick und Punt Returners. Bereits Ende Juni stand der erste Saisonhöhepunkt an, als die Unicorns im Endspiel um die Central European Football League (CEFL) gegen die Swarco Raiders antraten und den CEFL-Bowl schließlich mit 22:16 gewannen. Auch in der GFL erreichten die Unicorns nach zwölf Siegen in Folge das Endspiel gegen die Dresden Monarchs. Im German Bowl XLII fing Mayr fünf Pässe für 78 Yards und einen Touchdown, dennoch verloren die Unicorns das Spiel. In insgesamt zwölf GFL-Spielen verzeichnete Mayr 27 Passfänge für 531 Yards und acht Touchdowns. Er führte sein Team in All-Purpose Yards an.

### Raiders Tirol
Anfang März 2022 wurde Mayr als Neuzugang bei den Raiders Tirol aus der European League of Football (ELF) vorgestellt. „Ich versuche immer auf höchstem Niveau zu wetteifern. Daher auch der Wechsel in die ELF. Die Raiders Tirol bieten mir das perfekte Umfeld, um mich sportlich sowie menschlich auf ein neues Level zu bringen,“ erklärte Mayr seinen Wechsel nach Innsbruck. Ende März 2022 nahm Mayr auf Einladung der Canadian Football League am CFL Combine in Toronto teil. Dort war er sowohl im 40-Yard-Dash mit 4,56 Sekunden als auch im Standweitsprung mit 312 Zentimetern der zweitbeste globale Teilnehmer. Im CFL Global Draft am 3. Mai wurde Mayr von keinem Team ausgewählt. Daher blieb er bei den Raiders, für die er aufgrund einer Verletzungspause erst in der neunten Spielwoche seine ersten beiden Touchdowns der Saison erzielte. Mit den Raiders erreichte er das Halbfinale, das jedoch gegen die Hamburg Sea Devil verloren ging. Aufgrund einer erneuten Oberkörperverletzung kam Mayr in den Playoffs nicht zum Einsatz.

### Stuttgart Surge
Mayr wurde am 14. November 2022 als zweite Spielerverpflichtung der Stuttgart Surge für die ELF-Saison 2023 vorgestellt. Bei der Surge wird er erneut unter Head Coach Jordan Neuman spielen, für den er bereits in Schwäbisch Hall auflief.

## Statistiken
| Jahr | Veranstaltung | Größe         | Gewicht | 40 Yard Dash (≙ 36,6 m) | Bankdrücken (84 kg) | Standhochsprung | Standweitsprung | 3 Cone Drill | Shuttle |
| ---- | ------------- | ------------- | ------- | ----------------------- | ------------------- | --------------- | --------------- | ------------ | ------- |
| 2022 | CFL Combine   | 5' 11 3/4" ft | 194 lbs | 4,56 s                  | 5 Wiederholungen    | 32,5 inches     | 10' 3" ft       | 7,20 s       | 4,24 s  |

| Jahr                                                                | Team                     | Spiele | Receiving | Receiving | Receiving | Receiving | Receiving | Passing | Passing | Passing | Passing | Passing | Passing | Passing | Passing | Rushing | Rushing | Rushing | Rushing | Rushing |
| Jahr                                                                | Team                     | Spiele | Rec       | Yds       | Avg       | TD        | Lng       | Cmp     | Att     | Qte     | Yds     | Avg     | TD      | Int     | Rtg     | Att     | Yds     | Avg     | TD      | Lng     |
| ------------------------------------------------------------------- | ------------------------ | ------ | --------- | --------- | --------- | --------- | --------- | ------- | ------- | ------- | ------- | ------- | ------- | ------- | ------- | ------- | ------- | ------- | ------- | ------- |
| Austrian Football League                                            |                          |        |           |           |           |           |           |         |         |         |         |         |         |         |         |         |         |         |         |         |
| 2017                                                                | Vienna Vikings           |        |           |           |           |           |           |         |         |         |         |         |         |         |         |         |         |         |         |         |
| 2018                                                                | Vienna Vikings           | 12     | 05        | 066       | 13,2      | 01        | 29        | 43      | 68      | 63,2    | 542     | 8,0     | 3       | 1       | 96,6    | 41      | 348     | 7,1     | 5       | 37      |
| 2019                                                                | Vienna Vikings           | 12     | 30        | 571       | 19,0      | 07        | 59        | 9       | 12      | 75,0    | 099     | 8,3     | 0       | 0       | 99,0    | 13      | 091     | 6,5     | 3       | 24      |
| 2020                                                                | Vienna Vikings           | 03     | 13        | 291       | 22,4      | 05        | 79        | –       | –       | –       | –       | –       | –       | –       | –       | –       | –       | –       | –       | –       |
| AFL Gesamt                                                          |                          |        |           |           |           |           |           |         |         |         |         |         |         |         |         |         |         |         |         |         |
| German Football League                                              |                          |        |           |           |           |           |           |         |         |         |         |         |         |         |         |         |         |         |         |         |
| 2021                                                                | Schwäbisch Hall Unicorns | 12     | 27        | 531       | 19,7      | 08        | 66        | –       | –       | –       | –       | –       | –       | –       | –       | –       | –       | –       | –       | –       |
| GFL Gesamt                                                          | GFL Gesamt               | 12     | 27        | 531       | 19,7      | 08        | 66        | –       | –       | –       | –       | –       | –       | –       | –       | –       | –       | –       | –       | –       |
| European League of Football                                         |                          |        |           |           |           |           |           |         |         |         |         |         |         |         |         |         |         |         |         |         |
| 2022                                                                | Raiders Tirol            | 06     | 21        | 385       | 18,3      | 05        | 45        | –       | –       | –       | –       | –       | –       | –       | –       | 03      | 014     | 4,7     | 0       | 09      |
| 2023                                                                | Stuttgart Surge          | 11     | 50        | 770       | 15,4      | 05        | 74        | 0       | 1       | 0,0     | 0       | 0       | 0       | 0       | 39,6    | 05      | 048     | 9,6     | 0       | 33      |
| ELF Gesamt                                                          | ELF Gesamt               | 17     | 71        | 1155      | 23,1      | 10        | 74        | 0       | 1       | 0,0     | 0       | 0       | 0       | 0       | 39,6    | 08      | 062     | 7,8     | 0       | 33      |
| Quellen: football.at, stats.gfl.info, stats.europeanleague.football |                          |        |           |           |           |           |           |         |         |         |         |         |         |         |         |         |         |         |         |         |

## Privates
Mayr schloss in Wien ein Studium der Sportwissenschaften ab.